# Lwówek
Lwówek (deutsch Neustadt bei Pinne) ist eine Stadt im Powiat Nowotomyski der Woiwodschaft Großpolen in Polen. Sie ist Sitz der gleichnamigen Stadt-und-Land-Gemeinde mit 9017 Einwohnern (Stand 31. Dezember 2020).

## Geographie

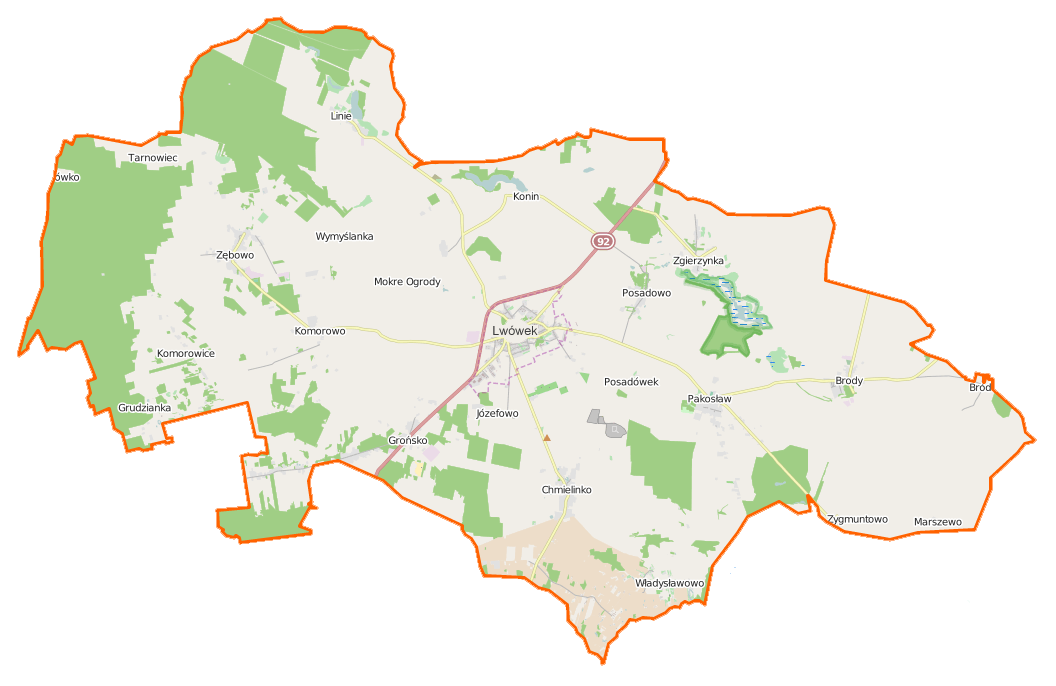
Lage des Orts in der Gemeinde

Die Stadt liegt im Westen der Woiwodschaft. Die Grenze zur Woiwodschaft Lebus ist etwa 15 Kilometer entfernt. Die Woiwodschafts-Hauptstadt Posen liegt etwa 50 Kilometer östlich, Grodzisk Wielkopolski (Grätz) etwa 25 Kilometer südöstlich.
Der Ort liegt an der 36 Kilometer langen Czarna Woda, einem Nebenflüsschen der Obra, die zur Warthe fließt.

## Geschichte
Der Ort wurde 1401 als Lwow erstmals urkundlich erwähnt. 1418 wurde die Stadt Lwowo auf dem Grund der ehemaligen Stadt Wojszyno und des Dorfs Więcewojszyno (de antiquo oppido nostro Woyschino super haereditate nostra Wieczwyschino wulgariter nuncupata et loco semideserto oppidum dictum vulgariter Lwow transtulimus, mutavimus, locavimus, transferimus, mutamus et locamus...) gegründet. Der Ortsname ist vom Personennamen Lew (auch Löwe) bzw. vom gleichnamigen Wappen mit dem Suffix -ow(o) abgeleitet. Die heutige, diminutive Form des Namens tauchte im Jahr 1457 als Lvowek auf und noch im 16. Jahrhundert wechselte oft zwischen der neuen und alten Form (z. B. 1464: Lwoff, 1482: Lwuow, 1499: Lwowek, 1504: Lvov usw.), aber später wurde definitiv zu Lwówek, um es nicht mit der Stadt Lwiw in Rotruthenien nicht zu verwechseln. Der deutsche Name Neustadt wurde erst nach den Teilungen Polens angegeben.
Das heutige Gemeindegebiet gehörte unterbrochen durch die deutsche Besatzungszeit im Zweiten Weltkrieg von 1919 bis 1975 zur Woiwodschaft Posen mit unterschiedlichem Zuschnitt. – Lwówek erhielt 1943 den Namen Kirschneustadt.  Die deutsche Minderheit wurde nach dem Weltkrieg vertrieben.
Die Landgemeinde Lwówek wurde 1954 aufgelöst und wiederholt in verschiedene Gromadas umgewandelt. Aus diesen wurde die Landgemeinde am 1. Januar 1973 neu gebildet. Von 1975 bis 1998 gehörte das Gemeindegebiet zur stark verkleinerten Woiwodschaft Posen. Der Powiat wurde in dieser Zeit aufgelöst. Stadt- und Landgemeinde Lwówek wurden 1990/1991 zur Stadt-und-Land-Gemeinde zusammengelegt. Diese gehört seit 1999 zur Woiwodschaft Großpolen und zum wieder eingerichteten Powiat Nowotomyski.

## Gemeinde
Zur Stadt-und-Land-Gemeinde (gmina miejsko-wiejska) Lwówek mit etwa 183,5 km² Fläche gehören die Stadt selbst und 29 Dörfer mit Schulzenämtern.

## Verkehr
Die Landesstraße DK92 Rzepin–Posen–Warschau bildet als Umgehungsstraße die nördliche Stadtgrenze. Sie verbindet die Stadt mit dem Dorf Miedzichowo im Westen und der Stadt Pniewy (Pinne) im Osten.
Der nächste Fernbahnhof besteht in der 15 Kilometer entfernten Kreisstadt Nowy Tomyśl (Neutomischel) an der Bahnstrecke Berlin–Posen–Warschau. – Bis 1995 wurde Lwówek von der Kolejka Opalenicka (ehemalige Opalenitzaer Kleinbahnen) bedient.
Der nächste internationale Flughafen ist Poznań-Ławica.

## Persönlichkeiten
- Andreas Volanus (um 1530/1531–1610), polnisch-litauischer Schriftsteller, Übersetzer, Publizist, Polemiker und protestantischer Theologe der Renaissance, Anführer der litauischen Calvinisten und königlicher Sekretär
- Wolf von Kahlden (1901–1979), deutscher Brigadegeneral, Angehöriger der Organisation Gehlen
- Shlomo Erel (1916–1996), israelischer Verleger